# 안드레아스 울머
안드레아스 울머(독일어: Andreas Ulmer, 1985년 10월 30일 ~ )는 오스트리아의 축구 선수로, 현재 오스트리아 분데스리가의 FC 레드불 잘츠부르크에서 레프트 백으로 활약하고 있다.